# Contea di Clinton (Ohio)
La contea di Clinton (in inglese Clinton County) è una contea dello Stato dell'Ohio, negli Stati Uniti. La popolazione al censimento del 2000 era di 40 543 abitanti. Il capoluogo di contea è Wilmington.